# Виндзор-Клайв, Роберт, 1-й граф Плимут

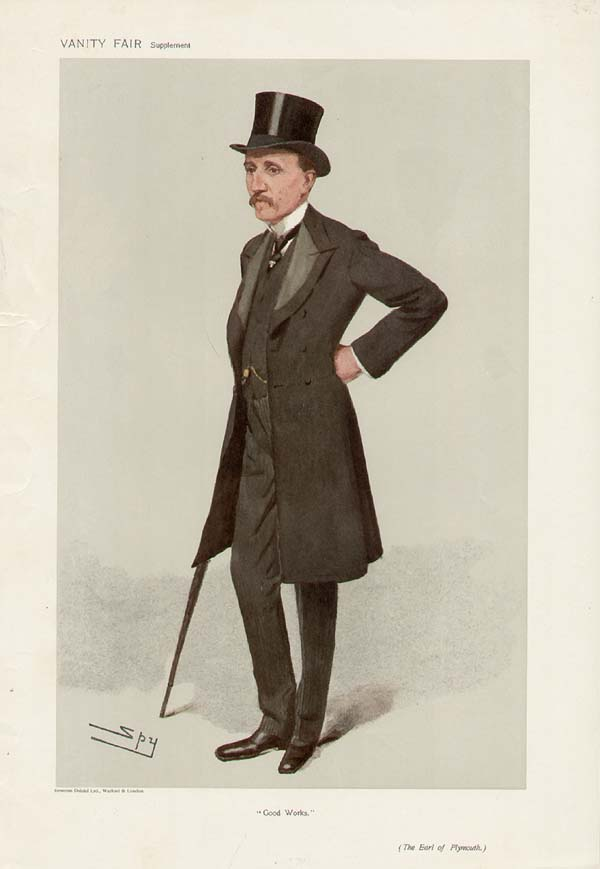
«Хорошая работа». Карикатура « Spy» (Лесли Уорд), опубликованная в журнале Vanity Fair в 1906 году.

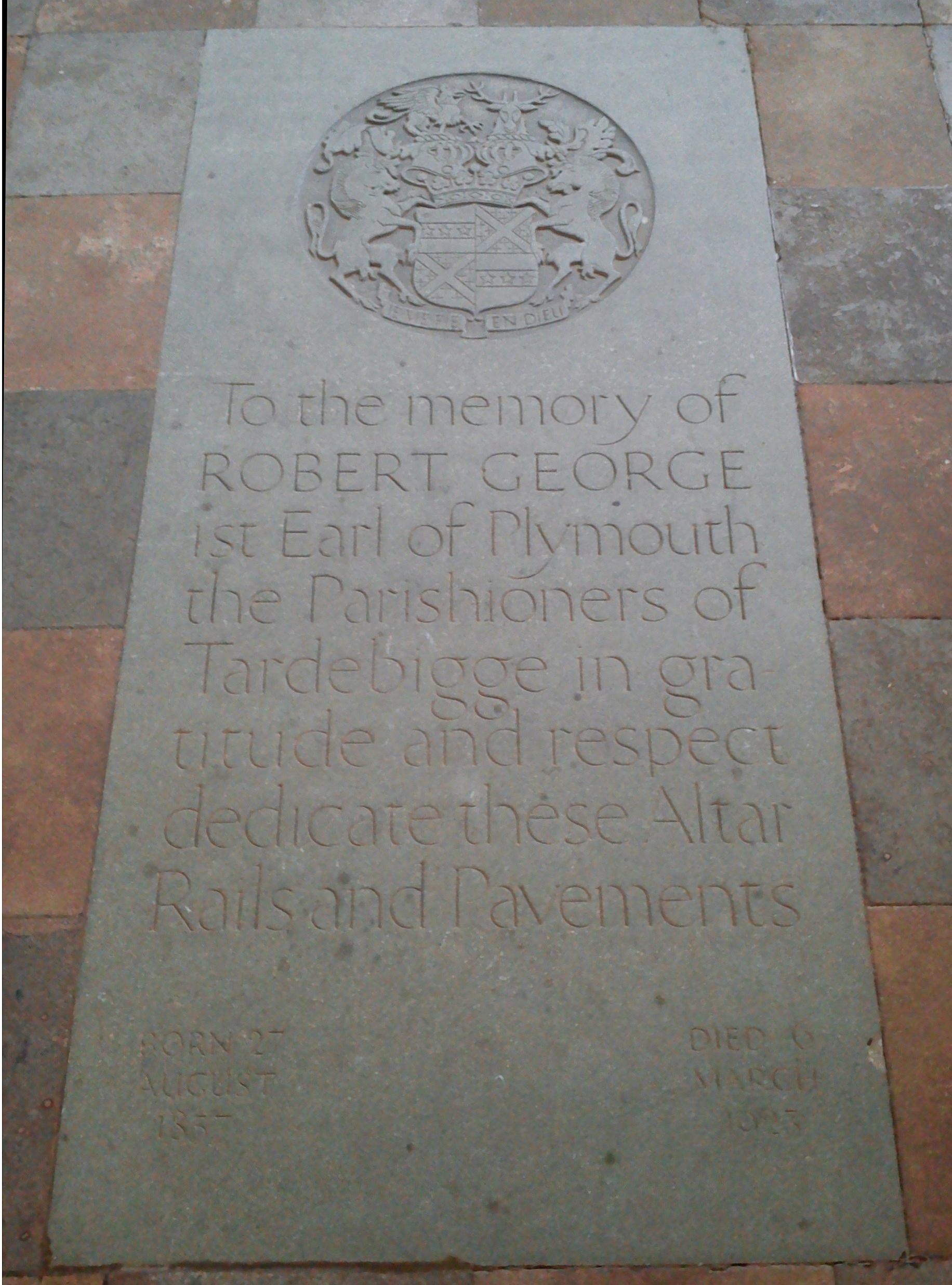
Мемориал 1-му графу Плимуту в церкви Святого Варфоломея в Тардебигге.

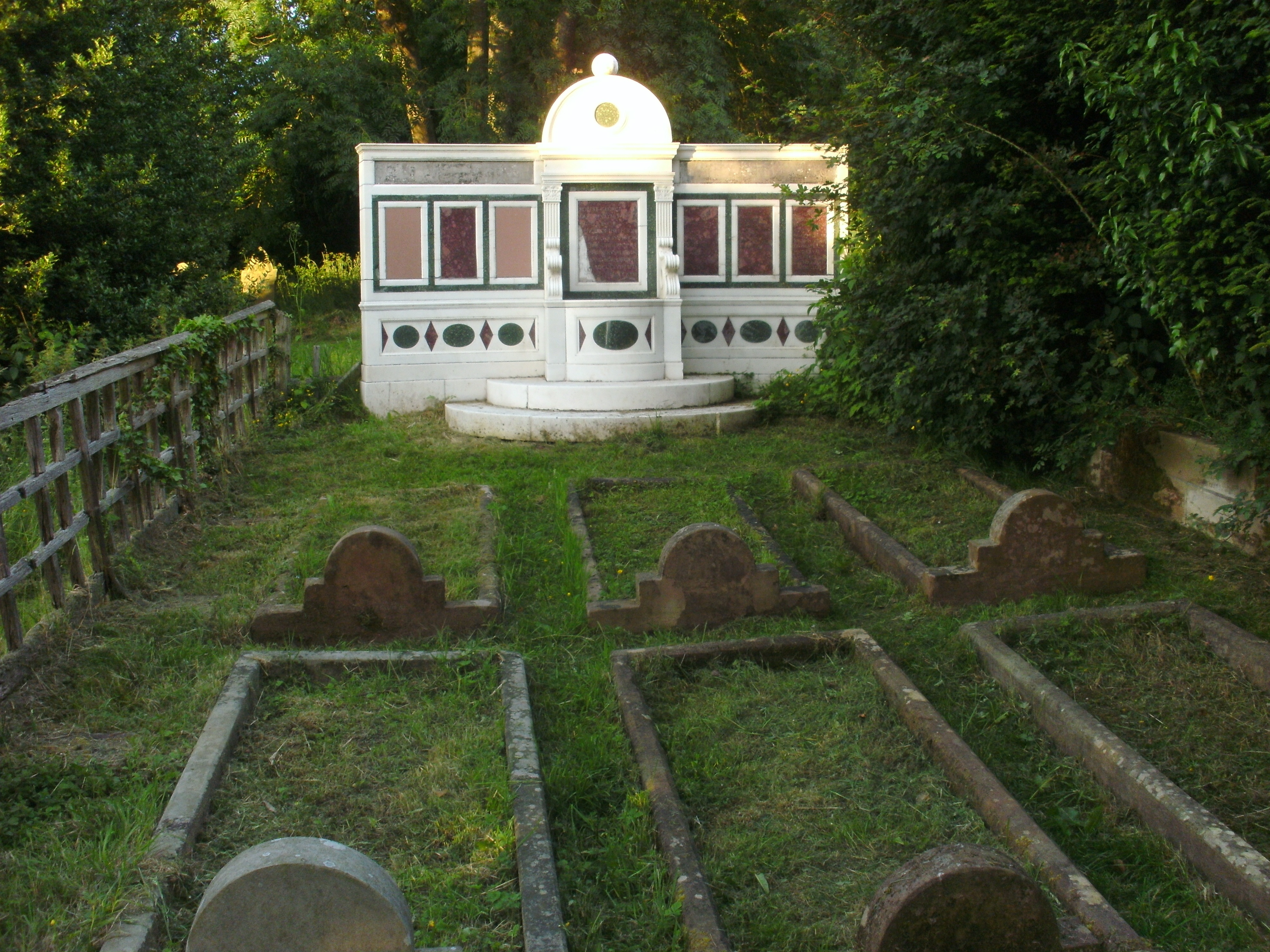
Семейный участок Виндзор-Клайв на кладбище церкви Святого Варфоломея, Тардебигге, Вустершир. Здесь похоронены Роберт Виндзор-Клайв, 1-й граф Плимут (1857—1923), и его семья.

Роберт Джордж Виндзор-Клайв, 1-й граф Плимут (англ. Robert Windsor-Clive, 1st Earl of Plymouth; 27 августа 1857 — 6 марта 1923) — британский дворянин и консервативный политик, председатель-основатель Лондонского общества. Он был известен как 14-й барон Виндзор с 1869 по 1905 год.

## Предыстория
Родился 27 августа 1857 года на Джон-стрит, Беркли-сквер в Лондоне. Единственный сын достопочтенного Роберта Виндзора-Клайва (1824—1859) и леди Мэри Селины Луизы Бриджмен (ок. 1830—1889), дочери Джорджа Бриджмена, 2-го графа Брэдфорда (1789—1865). Его бабушка и дедушка по отцовской линии были достопочтенный Роберт Клайв и Гарриетт Виндзор-Клайв, 13-я баронесса Виндзор (1797—1869), дочь Отера Виндзора, 5-го графа Плимута. В 1869 году он унаследовал от своей бабушки баронство Виндзор.
Роберт Виндзор-Клайв получил образование в Итонском колледже и поступил в колледж Святого Иоанна в Кембридже в 1875 году. Он получил степень бакалавра в 1878 году, степень магистра в 1891 году и был удостоен почетной степени доктора юридических наук от университета в 1900 году.

## Землевладелец
Будучи лордом Виндзором, Роберт Виндзор-Клайв поручил архитекторам Бодли и Гарнеру построить новый загородный дом в его поместье в Хьюэлл-Грейндж недалеко от Тардебигге, Вустершир, строительство которого было завершено в 1884—1891 годах. Поместье было резиденцией семьи его бабушки Виндзор с XVI века. В поместье есть несколько руин более ранних домов, а также большое количество памятников архитектуры, сооружений и статуй.
Семья Виндзор-Клайвс также жила в замке Сент-Фэганс недалеко от Кардиффа, в основном в летние месяцы. Дом XVI века в настоящее время является частью Национального музея Уэльса, которому он был передан в дар после смерти 2-го графа, и обставлен и декорирован так, как это было бы во время их проживания.

## Политическая карьера
В качестве лорда Виндзора Роберт Виндзор-Клайв занимал посты в правительстве под руководством лорда Солсбери в качестве генерального казначея (1890—1892) и был приведен к присяге в Тайном совете в 1891 году. При новом премьер-министре Артуре Бальфуре он был первым комиссаром работ с 11 августа 1902 года до либеральных выборов 1905 года. В течение этого периода он отвечал за преобразование торгового центра в проезжую часть для процессий и передал планы Мемориала королевы Виктории возле Букингемского дворца.
В 1905 году графство Плимут, принадлежавшее его прадеду (вымершее в 1843 году), было возрождено, когда ему были пожалованы титулы виконта Виндзора из Сент-Фэганса в графстве Гламорган и графа Плимута в графстве Девон.
Помимо своей карьеры в национальной политике, он был мэром Кардиффа с 1895 по 1896 год, в этой роли он организовал королевский визит принца и принцессы Уэльских и их дочерей, принцесс Виктории и Мод. Он был назначен кавалером Ордена Бани в 1905 году и кавалером Большого креста Ордена Британской империи в 1918 году, а также кавалером Французского Почётного легиона и одно время был Председателем Союза консервативных ассоциаций (1901).

## Другие государственные назначения
Лорд Плимут также был лордом-лейтенантом Гламорганшира с 1890 года до своей смерти и верховным стюардом Кембриджского университета с 1919 года.
Лорд Плимут служил в Вустерширском йоменском полку, получив звание второго лейтенанта в 1878 году, получил чины лейтенанта (1880) и майора (1885), а также был его подполковником и командующим с 1893 по 1906 год. Он также был почетным полковником 2-го полка Гламорганширских артиллерийских добровольцев с 1890 года, 2-го добровольческого батальона, позже переименованного в 8-й батальон Вустерширского полка с 1891 года и Гламорганширских йоменов с 1901 года до своей смерти, а также 3-й батальона (Королевская гламорганская милиция), валлийского полка с 1896 года и его преемника специального резерва, 3-го (резервного) батальона Валлийского полка, с 1908 года.
Он был субприором Ордена Святого Иоанна Иерусалимского. В феврале 1900 года он был назначен попечителем Национальной галереи и с 1908 по 1910 год был первым президентом Института бетона (ныне Институт инженеров-строителей). В 1913 году он отвечал за покупку Хрустального дворца для нации. Он дважды занимал пост президента Кембрийского археологического общества, сначала в 1899 году, а затем в 1912 году.
В 1913 году лорд Плимут принимал герцога и герцогиню Аргайл (сестру покойного короля Эдуарда VII) в своей резиденции в Вустершире, Хьюэлл-Грейндж. 23 апреля 1913 года он сопровождал герцога и герцогиню в Бирмингем. Там он открыл Мемориальный госпиталь короля Эдуарда VII в Ледивуде, а затем открыл статую королю Эдуарду VII на площади Виктория в Бирмингеме. В 1918 году он стал первым президентом недавно созданного Бирмингемского гражданского общества.
С 1914 по 1923 год лорд Плимут был председателем Национального фонда.

## Семья

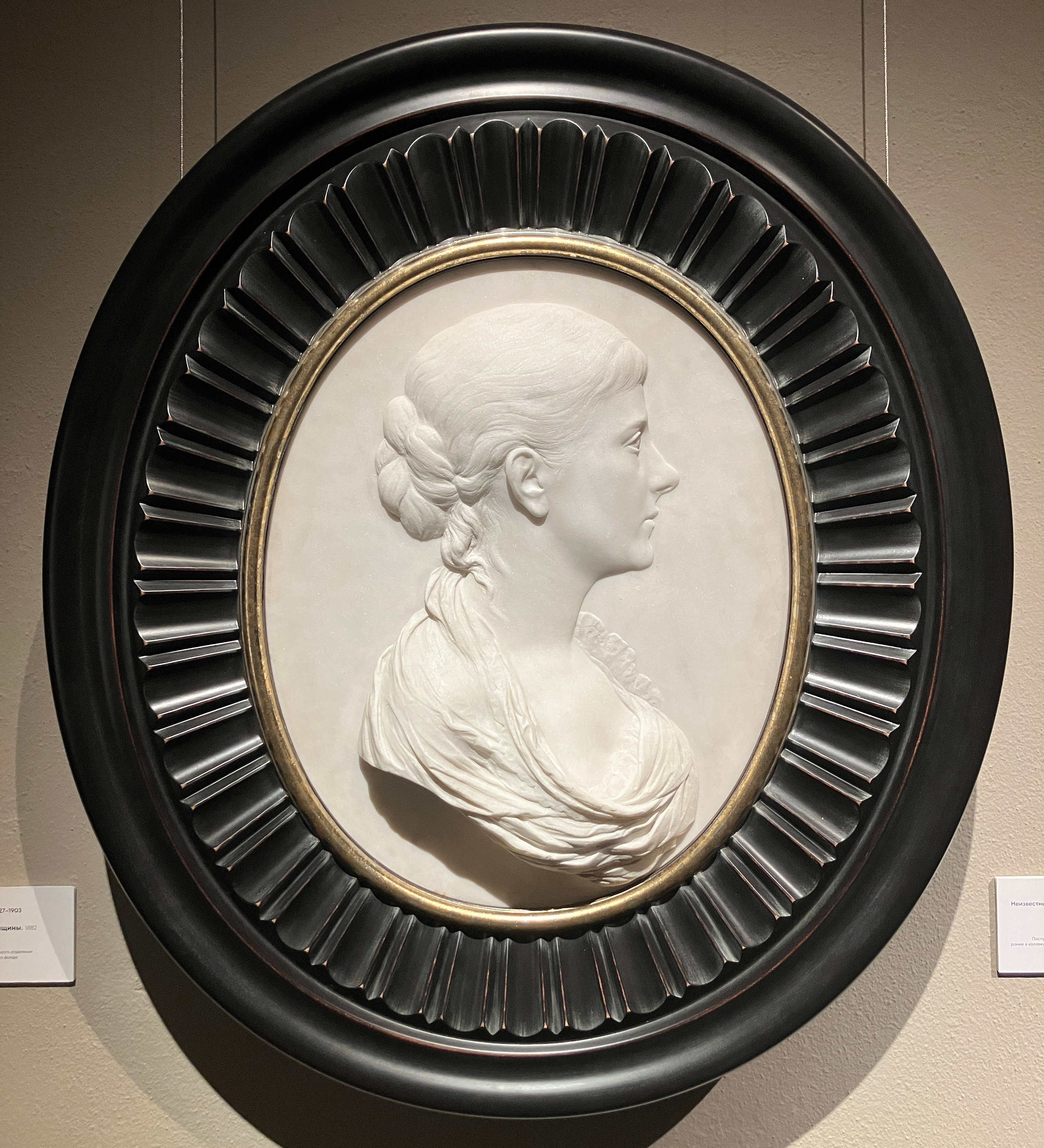
Портрет будущей жены – Альберты Виктории Сары Кэролайн Пэджет. 1882, Рим. Скульптор Йозеф фон Копф. Из собрания Омского областного музея изобразительных искусств имени М. А. Врубеля

11 августа 1883 года Роберт Виндзор-Клайв женился на Альберте Виктории Саре Кэролайн (7 августа 1863 — 22 августа 1944), дочери сэра Огастеса Пэджета (1823—1896). У них было три сына и одна дочь:
- Отер Роберт Виндзор-Клайв, виконт Виндзор (3 октября 1884 — 23 декабря 1908)
- Леди Филлис Виндзор-Клайв (28 декабря 1886 — 3 марта 1971)
- Айвор Майлз Виндзор-Клайв, 2-й граф Плимут (4 февраля 1889 — 1 октября 1943)
- Лейтенант достопочтенный Арчер Виндзор-Клайв (6 ноября 1890 — 25 августа 1914)

Его старший сын Отер Роберт Виндзор-Клайв, виконт Виндзор (1884—1908), умер раньше него, как и его третий сын, лейтенант Арчер Виндзор-Клайв из 3-го гвардейского батальона Колдстримской гвардии, убитый в бою у Ландреси, удерживавшего линию во время отступления из Монса. Арчер некоторое время играл в крикет за «Гламорган».
Лорд Плимут внезапно скончался в марте 1923 года в возрасте 65 лет в своем доме на Грейт-Камберленд-Плейс в Лондоне и был похоронен в Тардебигге, Вустершир . Ему наследовал графство его второй сын, Айвор. Графиня Плимут умерла в августе 1944 года в возрасте 81 года и была похоронена рядом с мужем и их старшим сыном Отером Робертом (1884—1908).